# (154991) Vinciguerra
(154991) Vinciguerra – planetoida z grupy Amora, należąca do obiektów NEO. (154991) Vinciguerra okrąża Słońce w ciągu 2 lat i 84 dni w średniej odległości 1,71 j.a. Została odkryta 17 stycznia 2005 roku w Obserwatorium La Silla przez Andreę Boattiniego i Hansa Scholla. Nazwa planetoidy pochodzi od Lucii Vinciguerry (ur. 1965), przyjaciółki pierwszego z odkrywców. Przed nadaniem nazwy planetoida nosiła oznaczenie tymczasowe (154991) 2005 BX26.